# Готска Библия
Под Библията на Вулфила, наричана също Готската Библия, се разбира превод на Библията от гръцки на готски език, направен от готския епископ Вулфила (311 – 383) през ІV век. За този превод Вулфила създава готската писменост, като дотогава готите са си служели с рунически знаци. Преводът е създаден в Никополис ад Иструм в днешна България. Тази библия е един от малкото източници на готски език и представлява най-старият писмен документ на германски език.
Най-старият запазен екземпляр на тази библия е Сребърният кодекс (Codex Argenteus) от VI век. Той е съдържал 336 страници, от които са запазени 188. Известен е с това име поради сребърното мастило, с което е написан върху фин пурпурен пергамент и поради сребърния обков на кориците. Всъщност това е препис на Библията на Вулфила, направен в началото на VI век в двора на готския император Теодорих Велики в Равена, Италия. Днес Библията се съхранява в Швеция, в Университетската библиотека в Упсала. В Националната библиотека „Св. св. Кирил и Методий“ се пази нейно копие.
През 1908 г. известният лингвист Вилхелм Щрайберг публикува паралелен готски и старогръцки текст на съхранените ръкописи от Библията на Вулфила.
Текст на Отче наш (Матей 6,9 – 13) в „Библията на Вулфила“ (þ като английската th):
atta unsar þu ïn himinam
weihnai namo þein.
qimai þiudinassus þeins.
wairþai wilja þeins.
swe ïn himina jah ana airþai
hlaif unsarana þana sinteinan gif uns himma daga.
jah aflet uns þatei skulans sijaima.
swaswe jah weis afletam þaim skulam unsaraim.
jah ni briggais uns ïn fraistubnjai
ak lausei uns af þamma ubilin.
unte þeina ïst þiudangardi.
jah mahts jah wulþus ïn aiwins.
amen

## Издание
- Wilhelm Streitberg: Die Gotische Bibel. Bd. 1. Der gotische Text und seine griechische Vorlage. Winter, Heidelberg 1908 – 1910, 2000 (7. Aufl.), ISBN 3-8253-0745-X